# Споднє Веряне
Споднє Веряне (словен. Spodnje Verjane) — поселення в общині Света Троїца-в-Словенських Горицях, Подравський регіон‎, Словенія.